# Route nationale 836
Pour les articles homonymes, voir Route 836.
La route nationale 836 ou RN 836 était une route nationale française reliant Acquigny à Étampes, coupée en deux parties :
- tout d'abord, un tronçon allant d'Acquigny à Ivry-la-Bataille (RN 833) ;
- ensuite, après 25 km de tronc commun avec les routes nationales 833 et 183, on la retrouvait à Bourdonné ; son tracé continuait jusqu'à Étampes (RN 191).

À la suite de la réforme de 1972, elle a été déclassée en RD 836 dans l'Eure, en RD 836 dans l'Essonne et en RD 936 dans les Yvelines.

## Ancien tracé d'Acquigny à Étampes

### Ancien tracé d'Acquigny à Ivry-la-Bataille (D 836)
- Acquigny
- Fontaine-Heudebourg
- La Croix-Saint-Leufroy
- Écardenville-sur-Eure
- Autheuil-Authouillet
- Chambray
- Ménilles
- Pacy-sur-Eure
- Hécourt
- Breuilpont
- Bueil
- Garennes-sur-Eure
- Ivry-la-Bataille

### Ancien tracé de Bourdonné à Étampes (D 936 & D 836)
- Bourdonné
- Saint-Léger-en-Yvelines
- Rambouillet
- Sonchamp
- Saint-Arnoult-en-Yvelines
- Dourdan
- Les Granges-le-Roi
- La Forêt-le-Roi
- Étampes